# توماس ريفرز
توماس ريفرز (بالإنجليزية: Thomas Rivers)‏ هو محامي وسياسي أمريكي، ولد في 18 سبتمبر 1819 في الولايات المتحدة، وتوفي بنفس المكان في 18 مارس 1863. حزبياً، نشط في حزب لا أدري. انتخب عضو مجلس النواب الأمريكي.